# Flavius Aëtius
Flavius Aëtius (Szilisztra, kb. 396 – Ravenna, 454. szeptember 21.) római hadvezér, államférfi.

## Élete
Moesiában született Kr. u. 390 körül. Apja Gaudentius lovassági parancsnok volt, pannóniai család sarja, azonban anyai ágon ősi patricius családból származott. Katonai pályája gyorsan ívelt felfelé. Több mint húsz évig volt a hunok túsza. 425-ben hun segédcsapatokra támaszkodva kikényszerítette, hogy Gallia katonai parancsnoka legyen Magister militum per Gallias. Bonifatius és Felix (politikai ellenlábasai) legyőzése után, 433-tól az egész nyugati fél Magister militume, a nyugatrómai birodalom igazi irányítója lett. Galla Placidia, III. Valentinianus császár anyja, aki kiskorú fia helyett gyakorolta a hatalmat, folyamatosan próbálta eltávolítani a hatalomból, Aëtius azonban – többek között – jó hun kapcsolatainak köszönhetően (több évet töltött túszként Ruga hun király udvarában) mindig elhárította a régens próbálkozásait. Tekintélyéhez hozzájárult, hogy a szenátori nemességgel jó kapcsolatot tartott.
Attila és a hun invázió ellenében sikerült megnyernie a frankokat, a burgundokat, a vizigótok és az armoricai kelták segítségét. 451-ben a catalaunumi (pontosabban mauriacumi) csatában Attilát rendkívüli erőfeszítéssel visszavonulásra kényszerítette. Attila 452-ben megtámadta Itáliát. Aëtius a „felperzselt föld” taktikáját alkalmazta, aminek meg is lett az eredménye. Az élelmiszerhiány és a pestisjárvány következtében Attila Róma falai elől visszavonult Pannóniába.
454-ben Petronius Maximus szenátor és Heraclius eunuch elhitették III. Valentinianus római császárral, hogy Aëtius az életére tör. Így 454. szeptember 21-én egy kihallgatás alkalmával Heraclius segítségével a császár saját kezűleg ölte meg a hadvezért. Halálához hozzájárult még túlzott hatalma és hogy ragaszkodott fiának a császár leányával, Eudociával tervezett házasságához.

## Érdekességek
- Aëtius, aki hosszú évekig túszként él a hunok között „jó lovas és biztos kezű íjász lett.”[5]
- Edward Gibbon 18. századi történész az „utolsó rómainak” nevezte Aëtiust.[6]
- Teodor Parnicki(wd) (1908–1988) lengyel író 1936-ban „Aetius az utolsó római” (Aecjusz, ostatni Rzymianin)(wd) címmel életrajzi regényt írt róla, amely magyarul 1982-ben jelent meg, Dobos Lívia fordításában.[7] Parnicki 1966-ban megírta a mű folytatását, Śmierć Aecjusza (Aetius halála)(wd) címmel, ennek magyar nyelvű kiadásáról nincs információ.

## Filmen
A filmvásznon Aëtius alakját és Attilával való küzdelmét dolgozzák fel az 1954-ben, illetve 2001-ben készült Attila című filmek.
Az 1954-ben készült filmet Pietro Francisci rendezte Anthony Quinn (Attila), Sophia Loren (Honoria) és Henri Vidal (Aëtius) főszereplésével.
Dick Lowry által 2001-ben rendezett Attila című filmen Aëtius-t Powers Boothe, míg Attilát Gerard Butler alakítja.